# Ana Ivanović
Ana Ivanović, em sérvio cirílico Ана Ивановић, (Belgrado, 6 de novembro de 1987) é uma ex-tenista profissional da Sérvia. No dia 7 de junho de 2008, Ana venceu o seu único título de Grand Slam em Roland Garros, no ano de 2008, batendo Dinara Safina 6-4, 6-3. Ela chegou ainda a mais duas finais de Grand Slam.

## Vida pessoal
Enquanto sua mãe Dragana, uma advogada, está presente em todas as suas partidas durante toda a temporada, seu pai Miroslav, um microempresário, nem sempre consegue comparecer, por causa de seu trabalho. Ivanović tem um irmão mais novo, Miloš, com quem ama jogar basquete. Outros hobbies são fazer compras, ir ao cinema, jogar gamão e Sudoku. O tio de Ivanović é um antigo jogador de futebol e atualmente trabalha como técnico. Como em sua família não havia nenhum praticante de tênis, sua inspiração para começar a jogar foi Monica Seles e, atualmente, admira muito o jogo de Joao Sousa.
Em 8 de setembro de 2007, Ivanović foi nomeada embaixadora sérvia da boa vontade da UNICEF, juntamente com Aleksandar Đorđević e Emir Kusturica, e terá um papel importante nas áreas da educação e da defesa dos direitos da criança. Para tanto, Ivanović deve visitar diversas escolas na Sérvia nos próximos meses.
Ivanović adora conhecer melhor culturas de diversos lugares, especialmente a asiática. Isso, talvez, pelo fato de sua comida favorita ser o sushi.
Não costuma ir a baladas com freqüência mas ouve muita música, principalmente R&B, o seu ritmo favorito.
No futebol, Ivanović é torcedora do Partizan Belgrado.
Em setembro de 2015, ela iniciou um relacionamento com o jogador de futebol alemão Bastian Schweinsteiger. Casaram-se em 12 de julho de 2016, em Veneza.
Em novembro de 2017 anunciou que estava grávida de seu primeiro filho, por meio das redes sociais.
Em 17 de março de 2018 seu primogênito chamado Luka Schwensteiger nasceu.

## Estilo de jogo
Ana tem um jogo agressivo de fundo de quadra. Sua principal arma é a força e profundidade dos seus golpes de direita. Ela não costuma subir muito à rede, mas seus voleios são geralmente bem executados, assim como as suas deixadinhas. Sua esquerda com as duas mãos é sólida mas, quando há tempo suficiente, também costuma fugir para bater de direita. Seu saque é potente, porém inconstante. Ela também é conhecida por conseguir muitos aces no segundo saque.
Apesar de sua altura, Ana conseguia cobrir a quadra com muita agilidade e velocidade, fruto de um bom desenvolvimento da parte física. Ela costumava definir seu estilo de jogo como "ponto por ponto", uma mentalidade que lhe rendeu viradas espetaculares em partidas que pareciam perdidas. Por outro lado, seu desempenho costumava variar bastante de uma partida para a outra, com muitos altos e baixos.
De modo geral, seu estilo de jogo se encaixava com todos os tipos de quadras, embora Ana preferisse jogar no saibro, piso no qual conquistou seu único título de Grand Slam em Roland Garros, em 2008.

## Equipamento
No início de sua carreira, Ana era patrocinada pela Nike, mas no começo de 2006 trocou-a pela rival Adidas.
Depois de já ter usado as Wilson HTour, NTour, NTour Two e NBlade, Ivanović atualmente encerrou a carreira usando a raquete da marca Yonex, modelo Ezone Ai 98.

## Carreira
Ivanović iniciou a sua promissora carreira com 5 anos, depois de memorizar o número de uma escola de tênis local em um comercial de TV. Ivanović inspirou-se vendo Monica Seles, também sérvia (depois naturalizada norte-americana), no Roland Garros de 1992.
Em 1999, devido aos ataques da OTAN sobre a Iugoslávia, ela só podia treinar pela manhã, para evitar os bombardeios. Mais tarde, ela admitiu que chegou a pensar em treinar sobre uma piscina congelada no inverno, uma vez que não havia melhor infra-estrutura.
Certa vez, quando tinha 15 anos, Ana chorou no vestiário por 4 horas depois de uma derrota - a primeira que seu novo empresário assistia - porque achou que Dan Holzmann iria desistir dela e assim, ela não conseguiria se tornar tenista profissional. Dan é seu empresário desde esse dia.
Ivanović é muito amiga da sua parceira de duplas Maria Kirilenko, assim como de outros tenistas, como Svetlana Kuznetsova, Sanja Ančić e do também sérvio Novak Đoković.

### 2004: A estreia como profissional
A primeira vez que chamou a atenção do mundo do tênis foi quando chegou à final do Junior Wimbledon em 2004, perdendo para Kateryna Bondarenko. Também em 2004, teve 26 vitórias e nenhuma derrota no circuito challenger, tendo vencido os 4 torneios de que participou.
Apareceu muito bem também na segunda rodada do torneio de Zurique, Suíça, em Outubro, quando perdeu para Venus Williams por 7-6(11), 7-6(6), depois de desperdiçar diversos set points em ambos os sets; isso foi após vencer a então número 27 do mundo Tatiana Golovin em uma batalha de 3 sets. Ainda chegou às quartas-de-final em Luxemburgo na semana seguinte.

### 2005: Os primeiros títulos
Em 2005, Ivanović venceu o seu primeiro título de simples na carreira, em Canberra, Austrália, derrotando Melinda Czink por 7-5, 6-1. Seu ranking só melhorou ainda mais após impressionantes vitórias sobre Svetlana Kuznetsova, Nadia Petrova e Vera Zvonareva, tenistas entre as 10 melhores do mundo na época. Ela perdeu para Amélie Mauresmo no Australian Open, em Doha e em Miami, mas depois conseguiu a vitória em Roland Garros sobre Mauresmo, a então cabeça-de-chave número 3 do torneio. Conseguiu avançar no torneio até as quartas-de-final, quando perdeu para a russa Nadia Petrova. Lesões a impediram de melhorar mais ainda o seu ranking, mas ainda assim conseguiu demonstrar um bom nível em Zurique e em Linz, perdendo na semifinais para Patty Schnyder em ambos os torneios. Após esse grande ano, terminou como a número 16 no ranking da WTA, e disse que "espera chegar ao Top 10 no ano que vem".

### 2006: Temporada sólida
Ivanović começou 2006 jogando a Copa Hopman com seu compatriota Novak Đoković, na qual eles conseguiram levar a Sérvia ao vice-campeonato. Iniciando o seu ano na WTA, ela jogou em Sydney, onde derrotou mais uma vez Mauresmo antes de cair nas quartas-de-final diante de Svetlana Kuznetsova. 

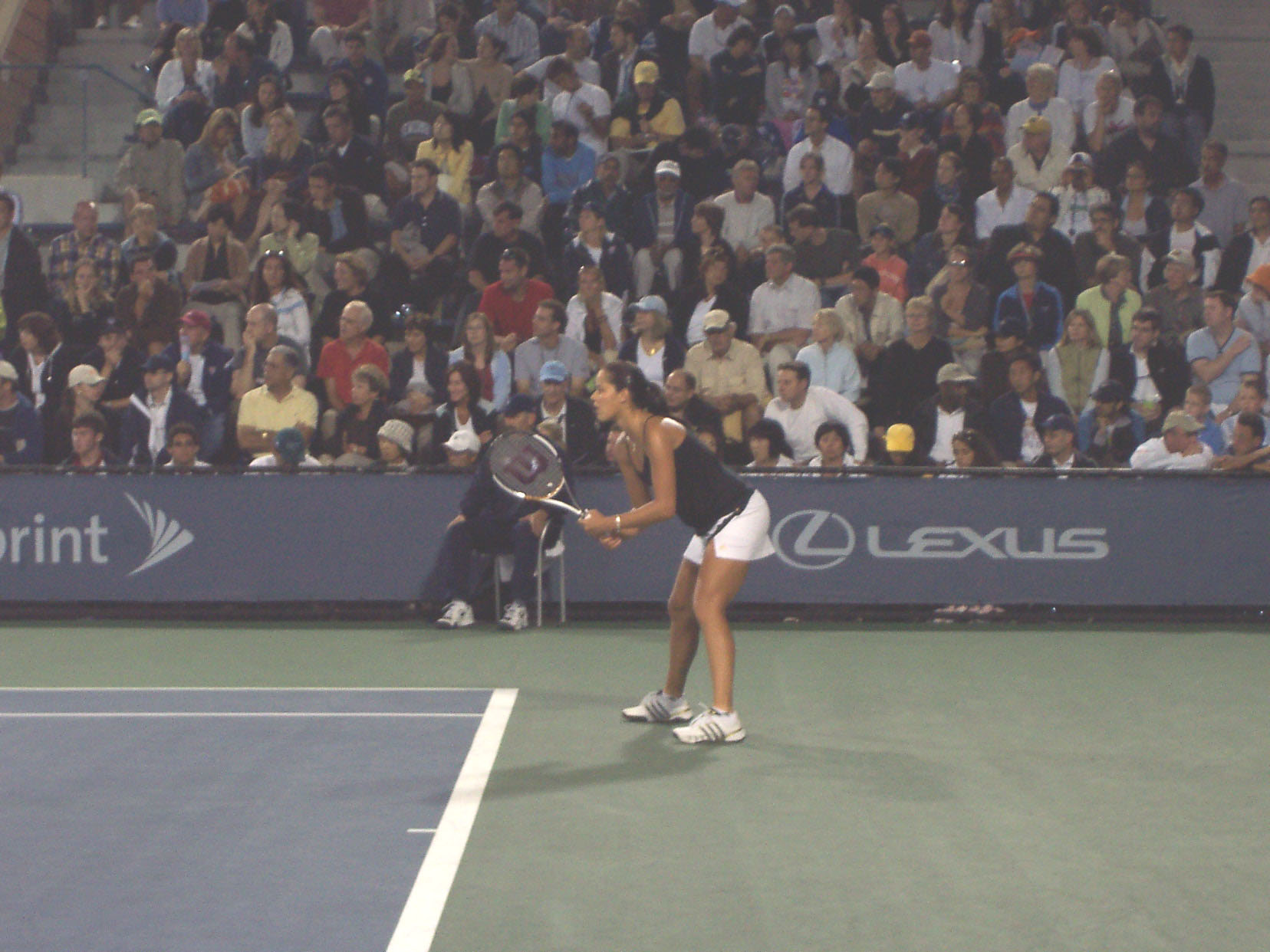
Ana Ivanović no U.S. Open de 2006.

 Ela manteve os bons resultados, vencendo Anna Chakvetadze por 6-3, 6-3 antes de perder para Elena Dementieva em três sets. No saibro, derrotou Patty Schnyder em sets diretos em Varsóvia antes de ser derrotada por Anna Chakvetadze em uma batalha de três sets. Acabou abandonando a partida contra Na Li em Berlim enquanto vencia a partida e, em Roland Garros, não conseguiu repetir o bom desempenho do ano anterior, perdendo para Anastasia Myskina na terceira rodada. Em Wimbledon, caiu na quarta rodada diante de Amélie Mauresmo por 6-3, 6-4, que seria campeã. Seu melhor momento no ano foi a vitória sobre a ex-número 1 do mundo Martina Hingis, em Agosto, na final do Masters do Canadá, por 6-2, 6-3. Obteve também boas vitórias contra Kim Clijsters e Maria Sharapova. No U.S. Open, perdeu para Serena Williams. Depois de derrotas para Olga Poutchkova em Bali e para Venus Williams em Luxemburgo, Ivanović afastou-se do circuito por algumas semanas para se recuperar de uma lesão no ombro direito. Voltou às quadras em Linz, perdendo para Maria Sharapova nas quartas-de-final. Finalizando o ano, teve uma decepcionante participação em Hasselt, Bélgica, sendo derrotada pela neerlandesa Michaëlla Krajicek.
Ivanović também jogou 9 torneios de duplas em 2006, fazendo parceria com Maria Kirilenko e Sania Mirza. Ivanović e Kirilenko chegaram a duas semifinais e a uma final, terminando o ano como número 17 na "Corrida dos Campeões".
Ivanović acabou 2006 como a 14ª tenista do mundo.

### 2007: A estreia no Top 5
O primeiro torneio de Ivanović foi em Gold Coast, Austrália, onde perdeu para Shahar Pe'er nas quartas-de-final por 5-7, 6-4, 6-4. O próximo torneio foi em Sydney, Austrália, onde perdeu novamente nas quartas-de-final, dessa vez para Nicole Vaidišová por 6-4, 6-2.
Ivanović foi a cabeça-de-chave número 13 no Australian Open. Ela venceu a polonesa Agnieszka Radwańska na segunda rodada mas perdeu para a número 22 do mundo Vera Zvonareva na terceira rodada por 6-1, 6-2. Logo após o torneio, Ivanović anunciou através de seu website que David Taylor nao seria mais seu técnico.

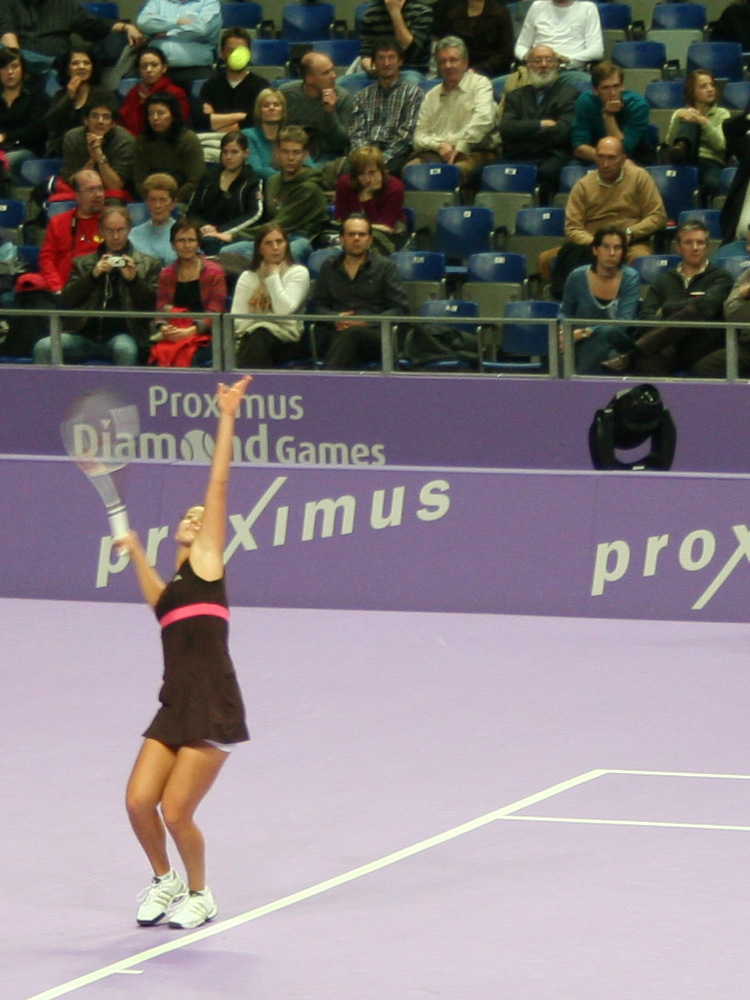
Ivanović servindo em Antuérpia.

Em Tóquio, Ivanović chegou à terceira final da carreira, derrotando Jelena Janković nas quartas-de-final e Maria Sharapova nas semifinais. Ivanović então perdeu para Martina Hingis por 6-4, 6-2.
Mais tarde, Ivanović voltou à Europa para jogar em Antuérpia, onde caiu nas quartas-de-final diante de Kim Clijsters.
Em Indian Wells, Ivanović foi eliminada na quarta rodada por Sybille Bammer, e em Key Biscayne, eliminada por Yaroslava Shvedova na segunda rodada.
Na semana seguinte, Ivanović iniciou sua temporada no saibro em Amelia Island, Flórida. Ela derrotou Janković nas quartas-de-final antes de cair diante de Tatiana Golovin por 6-4, 3-6, 6-4. Na sua primeira aparição em Charleston, Carolina do Sul, Ivanović perdeu para Vera Zvonareva na terceira rodada.
Ivanović, então, voltou para a Europa para jogar dois torneios no saibro. Em Berlim, conseguiu o título, vencendo Patty Schnyder nas quartas-de-final e a número 4 do mundo Svetlana Kuznetsova na final. Todavia, Ivanović teve uma lesão no tornozelo durante a final, o que a impediu de jogar em Roma. A vitória em Berlim a conduziu ao 8º lugar no ranking da WTA, e assim, atingiu o Top 10 pela primeira vez.
Em Roland Garros, Ivanović venceu os seus três primeiros jogos perdendo apenas nove games. Na sua segunda quarta-de-final em Roland Garros da carreira, Ivanović derrotou a número 3 do mundo Kuznetsova por 6-0, 3-6, 6-1. Nas semifinais, bateu a número 2 do mundo Sharapova por 6-2, 6-1. Na final, Ivanović tentou vencer o seu primeiro título de Grand Slam e conseguir chegar ao Top 3 no ranking mundial. Porém, a tricampeã Justine Henin a derrotou por 6-1, 6-2. Após o jogo, Ivanović admitiu que não conseguiu jogar bem, sentindo-se pressionada demais por estar em uma final de Grand Slam.
Com o fim da temporada no saibro, Ivanović jogou na grama de 's-Hertogenbosch, Holanda, caindo nas quartas-de-final diante de Daniela Hantuchová. Em Wimbledon, Ivanović venceu a número 9 do mundo Nadia Petrova na quarta rodada por 6-1, 2-6, 6-4. Nas quartas-de-final, Ivanović salvou três match points para derrotar Vaidišová por 4-6, 6-2, 7-5. Nas semifinais, a tricampeã Venus Williams derrotou Ivanović por 6-2, 6-4.

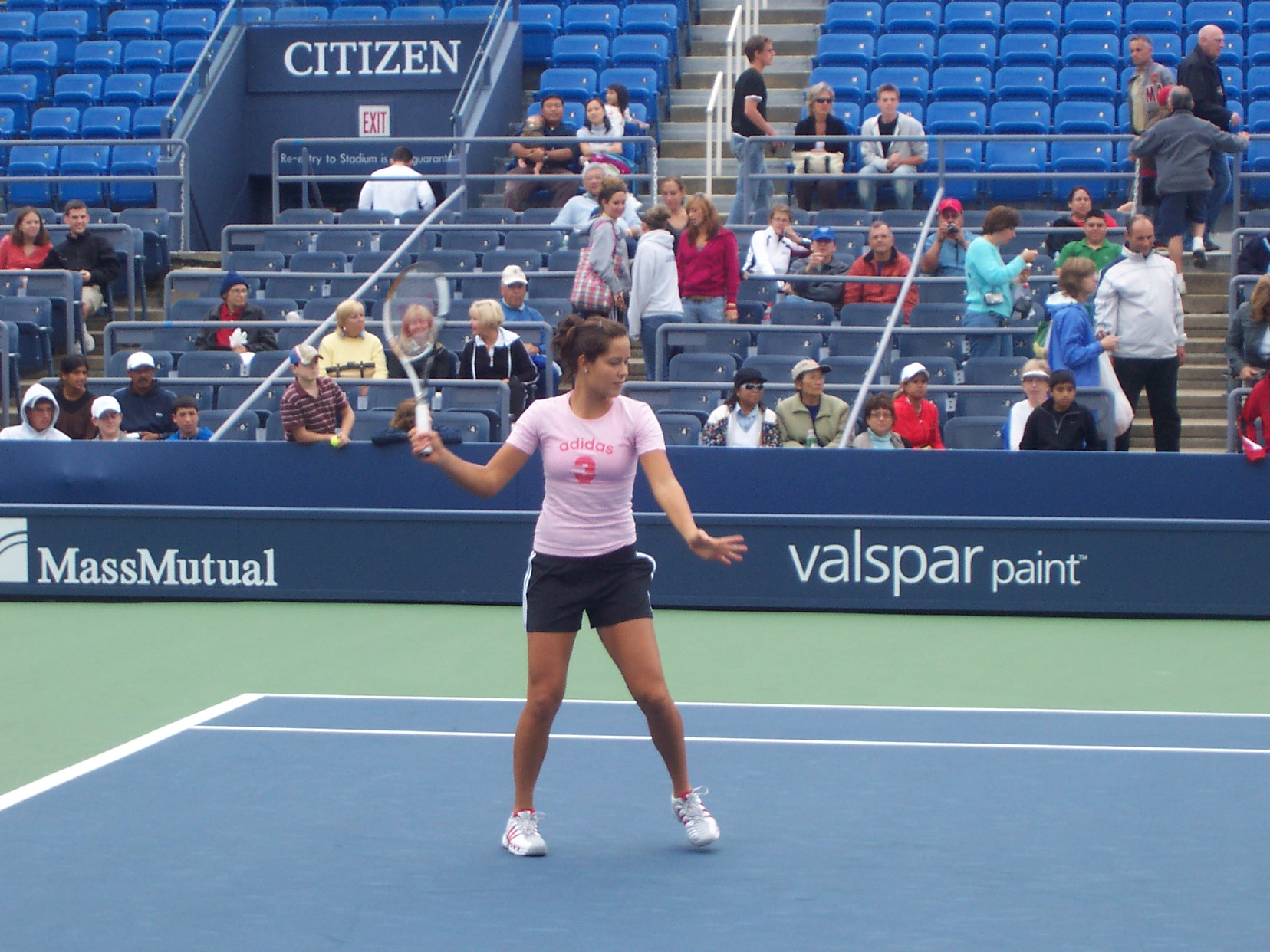
Aquecimento durante o U.S. Open de 2007.

Uma lesão no joelho, causada em Wimbledon, impediu que Ivanović jogasse a Fed Cup pela equipe sérvia e dois outros eventos. Ivanović voltou ao circuito em Carson, Califórnia. Nas semifinais, Ivanović jogou contra a sua compatriota Janković pela terceira vez no ano. Ivanović salvou dois match points antes de vencer a partida por 4-6, 6-3, 7-5. Na final, Ivanović derrotou Petrova para conquistar seu quarto título de simples na carreira, e atingir o posto de número 4 no ranking mundial.
Em seguida, Ivanović tentou defender o seu título do Masters do Canadá, em Toronto. Todavia, sua participação no torneio durou apenas 65 minutos, perdendo para a chinesa vinda do qualifying Yan Zi, por 6-3, 6-1.
Nas suas primeiras três partidas no U.S. Open, Ivanović perdeu apenas dez games. Mais tarde, Venus Williams a eliminou pela segunda vez consecutiva em um torneio de Grand Slam por 6-4, 6-2.
Então, Ivanović retornou à Europa para a disputa de três torneios. Em Luxemburgo, ela atingiu as semifinais e se qualificou para o "WTA Tour Championships". Na final, Ivanović reagiu de um 6-3, 3-0 contra, para virar o jogo e derrotar Hantuchová em 2 horas e 25 minutos. Foi o seu quinto título da carreira. Em Stuttgart, Ivanović perdeu para a ucraniana vinda do qualifying Kateryna Bondarenko na segunda rodada por 6-2, 1-6, 6-3. Jogando onde Ivanović considera-se em casa, Zurique, ela foi derrotada por Golovin na segunda rodada, com parciais de 6-3, 6-1.
Para fechar o ano, Ivanović jogou o "WTA Tour Championships". Cabeça-de-chave número 4, ficou no grupo vermelho. Venceu a número 2 do mundo Kuznetsova em uma partida de três sets e Hantuchová em sets diretos. No último jogo da fase de grupos, Sharapova derrotou Ivanović por 6-1, 6-2. Por ter ficado em 2º em seu grupo, Ivanović teve que jogar contra a número 1 do mundo Henin nas semifinais, e acabou derrotada por 6-4, 6-4.
Ivanović terminou o ano como número 4 do mundo, o melhor de sua carreira, a apenas 14 pontos da compatriota Janković.

### 2008

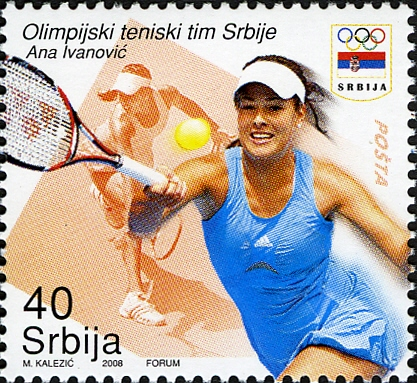
Selo sérvio de 2008 em homenagem à atleta

Ivanović iniciou o ano em um torneio de exibição em Hong Kong, onde foi a cabeça-de-chave número 1. Ela perdeu para Elena Dementieva nas quartas-de-final por 6-4, 1-6, 6-3. Ivanović entrou então no Grupo Prateado, uma competição paralela entre todos os eliminados na primeira partida, mas foi derrotada pela número 45 do mundo Shuai Peng por 6-1, 6-3.
O torneio seguinte foi em Sydney, que reuniu 12 das 15 primeiras do ranking mundial. Ivanović venceu a eslovena Katarina Srebotnik, mas acabou caindo diante de Justine Henin nas semifinais por 6-2, 2-6, 6-4. Foi a primeira vez em quatro encontros que Ivanović conseguiu vencer um set de Henin. Esse torneio fez com que Ivanović subisse para o 3º lugar no ranking.
Ivanović entrou no Australian Open como a cabeça-de-chave número 4 e atingiu as quartas-de-final pela primeira vez. Nessa fase, bateu Venus Williams pela primeira vez, por 7-6, 6-4. Na semifinal, contra Daniela Hantuchova, Ivanović venceu com parciais de 0-6, 6-3, 6-4, atingindo, assim, a sua segunda final de Grand Slam da carreira, na qual acabou derrotada pela russa Maria Sharapova por 7-5, 6-3. Devido ao seu grande desempenho nesse torneio, ela atingiu o posto de 2ª melhor tenista do mundo, pelo ranking da WTA, a melhor posição de sua carreira.
Defendendo a Sérvia na Fed Cup, Ivanović venceu a polonesa Urszula Radwanska em sets diretos na primeira rodada. Na segunda rodada, Ivanović ganhou da romena Monica Niculescu por 5-7, 6-4, 7-5 e, nas duplas, ao lado de Jelena Janković, venceu a dupla romena com parciais de 2–6, 7–6(3), 7–6(2). No último confronto antes de conseguir que a Sérvia fosse promovida, Ana venceu a holandesa Renee Reinhard por 6–2, 3–6, 6–3, e a Sérvia conseguiu a vaga no Grupo Mundial da Fed Cup, que será disputado em Abril.
Como cabeça-de-chave número 1 do torneio do Catar, em Doha, Ivanović venceu Olga Govortsova na segunda rodada por 6-3, 6-1, mas depois teve de abandonar o torneio devido a uma lesão no tornozelo.
No torneio de Dubai, a então cabeça-de-chave número 3 Ivanović caiu nas quartas-de-final diante da russa Elena Dementieva por 5–7, 6–3, 6–3.
Em Março, em Indian Wells, Ivanović foi novamente a cabeça-de-chave número 1 do torneio e, após vencer Janković nas semifinais por 7–6(3), 6–3, derrotou Svetlana Kuznetsova na final, com parciais de 6-4, 6-3, conquistando o seu sexto título da carreira. Em Miami, Ivanović foi a segunda cabeça-de-chave do torneio, mas perdeu para Lindsay Davenport na terceira rodada.
Em Roland Garros, confirmando sua sólida evolução, conquistou o Slam francês, ao vencer na final a russa Dinara Safina, chegando pela primeira vez ao topo do ranking feminino da WTA.

### 2009
Ana começou o ano participando do torneio de Brisbane na Austrália, onde logo na estreia derrota a Petra Kvitová por parciais de 6-4 e 6-2; na rodada seguinte elimina a Roberta Vinci por 6-7, 7-5 e 6-. Ao chegar as quartas de final foi eliminada pela tenista francesa Amélie Mauresmo por 3-6 e 2-6.
No Australian Open coemçou as duas primeiras rodadas com vitórias sob Julia Görges por 7-5 e 6-3 e Alberta Brianti por 6-3 e 6-2; mas na terceira rodada perde para Alisa Kleybanova por 5-7, 7-6 e 2-6; em consequência disso acaba descendo para a 8ª posição.
Em Torneio de Roland Garros, Ana começa com vitória sob Sara Errani por 7-6(3) e 6-3. Na rodada seguinte enfrenta a T. Tanasugam a vencendo por 6-1 e 6-2. Na terceira rodada, Ana demonstra seu potencial e vence a Iveta Benešová por 6-0 e 6-2. Mas nas oitavas de final acaba sendo derrota por Victoria Azarenka com parciais de 2-6 e 3-6. 
No Torneio de Wimbledon, durante o jogo das oitavas de final contra Venus Williams abandona a partida devido a uma lesão.

### 2010
Começou a temporada 2010 no Torneio de Brisbane derrotando na estreia a Jelena Dokić por 7-5, 1-6 e 6-3; na segunda rodada venceu a Timea Bacsinszky por 6-2, 2-6 e 6-4; nas quartas de final derrotou a Anastasia Pavlyuchenkova por 6-2 e 7-6. Ao chegar as semifinais sucumbiu diante de Justine Henin com parciais de 3-6, 2-6. Começou o Austrália Open com vitória sob Shenay Perry por 6-2, 6-3. Mas perde na rodada seguinte para a argentina Gisela Dulko por 7-6, 5-7, 4-6.

### 2016: aposentadoria
Com muitas derrotas em simples, especialmente em estreias e 2ªs fases, Ivanovic teve uma temporada instável. Quebrou um dedo do pé na gira australiana e conviveu com uma lesão no punho. Prometeu tratar-se e voltar saudável em 2017 após ser eliminada pela tcheca Denisa Allertová, na 1ª fase do US Open. Desistiu do restante dos torneios oficiais. Em dezembro, voltou às quadras, jogando o International Premier Tennis League, torneio amistoso por equipes, representando o UAE Royals. Das seis partidas - de curta duração - que disputou, ganhou duas (1 de simples e 1 de duplas mistas) e perdeu quatro. No final do mês, avisou que faria um anúncio. Em 28 de dezembro, por meio de sua página oficial no Facebook, anunciou aposentadoria da carreira de tenista profissional.

## Grand Slam finais

### Simples: 3 (1 título, 2 vices)
| Resultado | Ano  | Campeonato      | Piso   | Oponente        | Placar   |
| --------- | ---- | --------------- | ------ | --------------- | -------- |
| Vice      | 2007 | French Open     | Saibro | Justine Henin   | 1–6, 2–6 |
| Vice      | 2008 | Australian Open | Duro   | Maria Sharapova | 5–7, 3–6 |
| Campeã    | 2008 | French Open     | Saibro | Dinara Safina   | 6–4, 6–3 |

### Tier I / Premier Mandatory & Premier 5 finais

#### Simples: 6 (3 títulos, 3 vices)
| Resultado | Ano  | Campeonato           | Piso        | Oponente            | Placar             |
| --------- | ---- | -------------------- | ----------- | ------------------- | ------------------ |
| Campeã    | 2006 | Canadian Open        | Duro        | Martina Hingis      | 6–2, 6–3           |
| Vice      | 2007 | Pan Pacific Open     | Carpete (i) | Martina Hingis      | 4–6, 2–6           |
| Campeã    | 2007 | German Open          | Saibro      | Svetlana Kuznetsova | 3–6, 6–4, 7–6(7–4) |
| Campeã    | 2008 | Indian Wells Masters | Duro        | Svetlana Kuznetsova | 6–4, 6–3           |
| Vice      | 2009 | Indian Wells Masters | Duro        | Vera Zvonareva      | 6–7(5–7), 2–6      |
| Vice      | 2014 | Cincinnati Masters   | Duro        | Serena Williams     | 4–6, 1–6           |

## Finais em torneios da WTA (19)

### Simples
| Antes de 2009           | A partir de 2009      |
| ----------------------- | --------------------- |
| Grand Slam torneios (1) |                       |
| Ouro Olimpico (0)       |                       |
| WTA Championships (0)   |                       |
| Grand Slam Cup (0)      |                       |
| Tier I (3)              | Premier Mandatory (0) |
| Tier II (3)             | Premier 5 (0)         |
| Tier III (0)            | Premier (0)           |
| Tier IV (1)             | International (5)     |

| #   | Data       | Tourneio                | Tipo de quadra | Adversária na final | Placar           |
| 1.  | 15/01/2005 | Canberra, Austrália     | Dura           | Melinda Czink       | 7-5, 6-1         |
| 2.  | 21/08/2006 | Montréal, Canadá        | Dura           | Martina Hingis      | 6-2, 6-3         |
| 3.  | 13/05/2007 | Berlim, Alemanha        | Saibro         | Svetlana Kuznetsova | 3-6, 6-4, 7-6(4) |
| 4.  | 12/08/2007 | Los Angeles, EUA        | Dura           | Nadia Petrova       | 7-5, 6-4         |
| 5.  | 30/09/2007 | Luxemburgo, Luxemburgo  | Dura (indoor)  | Daniela Hantuchová  | 3-6, 6-4, 6-4    |
| 6.  | 23/03/2008 | Indian Wells, EUA       | Dura           | Svetlana Kuznetsova | 6–4, 6–3         |
| 7.  | 07/07/2008 | Roland Garros, FRA      | Saibro         | Dinara Safina       | 6-4, 6-3         |
| 8.  | 20/10/2008 | Linz, Áustria           | Dura           | Vera Zvonareva      | 6-2, 6-1         |
| 9.  | 11/10/2010 | Linz, Áustria           | Dura           | Patty Schnyder      | 6-1, 6-2         |
| 10. | 04/11/2010 | Bali, Indonésia         | Dura           | Alisa Kleybanova    | 6-2, 7-6 (5)     |
| 11. | 03/11/2011 | Bali, Indonésia         | Dura           | Anabel Medina       | 6-3, 6-0         |
| 12. | 30/12/2013 | Auckland, Nova Zelândia | Dura           | Venus Williams      | 6-2, 5-7, 6-4    |
| 13. | 31/03/2014 | Monterrey, México       | Dura           | Jovana Jakšić       | 6-2, 6-1         |

#### Vice-campeonatos (6)
| #  | Data       | Torneio                                   | Tipo de quadra | Adversária na final | Placar        |
| 1. | 04/02/2007 | Tóquio, Japão                             | Carpete        | Martina Hingis      | 6-4, 6-2      |
| 2. | 09/06/2007 | Roland Garros, Paris, França              | Saibro         | Justine Henin       | 6-1, 6-2      |
| 3. | 26/01/2008 | Aberto da Austrália, Melbourne, Austrália | Dura           | Maria Sharapova     | 7-5, 6-3      |
| 4. | 11/03/2009 | Indian Wells, EUA                         | Dura           | Vera Zvonareva      | 7-6 (5), 6-2  |
| 5. | 07/10/2013 | Linz, Áustria                             | Dura           | Angelique Kerber    | 6-4, 7-6 (6)  |
| 6. | 21/04/2014 | Stuttgart, Alemanha                       | Saibro         | Maria Sharapova     | 3-6, 6-4, 6-1 |

### Duplas

#### Vice-campeonatos (1)
| #  | Data                | Torneio                   | Tipo de quadra | Parceiro        | Adversário na final | Placar        |
| 1. | 19 de junho de 2006 | 's-Hertogenbosch, Holanda | Grama          | Maria Kirilenko | Yan Zi e Zheng Jie  | 3-6, 6-2, 6-2 |

## Títulos da ITF (5)
Desde a sua primeira aparição como profissional, em Agosto de 2003, Ivanović venceu 5 títulos da ITF. Quando conquistou o seu primeiro título de expressão, em 2005, ela se tornou a primeira campeã de um torneio da WTA a vencer na final uma adversária que já havia derrotado antes no mesmo torneio (na fase de qualifying).
| #  | Data                    | Torneio | Quadra  | Adversária na final | Placar          |
| 1. | 22 de fevereiro de 2004 | Maiorca | Saibro  | Ana Timotić         | 6-1, 6-1        |
| 2. | 2 de maio de 2004       | Gifu    | Carpete | Mi-Ra Jeon          | 6-4, 2-6, 7-5   |
| 3. | 9 de maio de 2004       | Fukuoka | Carpete | Jarmila Gajdošová   | 6-2, 6-74, 7-64 |
| 4. | 12 de setembro de 2004  | Fano    | Saibro  | Delia Sescioreanu   | 6-2, 6-4        |
| 5. | 26 de setembro de 2004  | Batumi  | Dura    | Anna Chakvetadze    | 6-3, 6-3        |

## Estatísticas em Simples
Para evitar confusões, os dados dessa tabela são atualizados apenas quando termina a participação da jogadora no torneio. A última atualização é do Torneio de Sydney, que acabou no dia 11 de janeiro de 2008.
| Torneios de Grand Slam           |       |       |       |       |       |       |        |         |
| Australian Open                  | A     | A     | 3R    | 2R    | 3R    | F     | 0 / 4  | 11-4    |
| Roland Garros                    | A     | A     | QF    | 3R    | F     | W     | 1 / 4  | 19-3    |
| Wimbledon                        | A     | A     | 3R    | 4R    | SF    |       | 0 / 3  | 10-3    |
| U.S. Open                        | A     | LQ    | 2R    | 3R    | 4R    |       | 0 / 4  | 6-4     |
| Recorde em Grand Slams           | 0 / 0 | 0 / 1 | 0 / 4 | 0 / 4 | 0 / 4 | 1 / 2 | 1 / 15 | N/A     |
| Vitórias-Derrotas em Grand Slams | 0-0   | 0-1   | 9-4   | 8-4   | 16-4  | 13-1  | N/A    | 46-14   |
| Jogos Olímpicos                  |       |       |       |       |       |       |        |         |
| Olimpíadas                       | NH    | A     | NH    | NH    | NH    |       | 0 / 0  | 0-0     |
| Torneio de fim de temporada      |       |       |       |       |       |       |        |         |
| WTA Tour Championships           | A     | A     | A     | A     | SF    |       | 0 / 1  | 2-2     |
| Torneios da WTA                  |       |       |       |       |       |       |        |         |
| Doha¹                            | -     | -     | -     | -     | -     | 3R    | 0 / 1  | 1-0     |
| Indian Wells                     | A     | A     | A     | QF    | 4R    | W     | 1 / 3  | 11-2    |
| Miami Masters                    | A     | A     | QF    | 4R    | 2R    | 3R    | 0 / 4  | 7-4     |
| Charleston                       | A     | A     | A     | A     | 3R    |       | 0 / 1  | 1-1     |
| Berlim                           | A     | A     | 1R    | 1R    | W     |       | 1 / 3  | 6-2     |
| Roma                             | A     | A     | 3R    | A     | A     |       | 0 / 1  | 2-1     |
| Toronto/Montréal                 | A     | A     | 3R    | W     | 2R    |       | 1 / 3  | 7-1     |
| Tóquio                           | A     | A     | A     | 2R    | F     |       | 0 / 2  | 5-2     |
| Moscou                           | A     | A     | A     | A     | A     |       | 0 / 0  | 0-0     |
| Antigos torneios da WTA          |       |       |       |       |       |       |        |         |
| San Diego¹                       | -     | A     | A     | 3R    | A     | -     | 0 / 1  | 2-1     |
| Zurique¹                         | A     | 2R    | SF    | A     | 2R    | -     | 0 / 3  | 4-3     |
| Estatísticas da carreira         |       |       |       |       |       |       |        |         |
| Torneios jogados                 | 1     | 5     | 16    | 19    | 19    | 7     | N/A    | 66      |
| Vice-campeonatos                 | 0     | 0     | 0     | 0     | 2     | 1     | N/A    | 3       |
| Torneios vencidos                | 0     | 0     | 1     | 1     | 3     | 2     | N/A    | 7       |
| Vitórias-Derrotas na quadra dura | 1-1   | 6-3   | 26-8  | 24-11 | 23-11 | 18-4  | N/A    | 98-38   |
| Vitórias-Derrotas no saibro      | 0-0   | 0-1   | 9-4   | 4-3   | 16-3  | 7-0   | N/A    | 29-11   |
| Vitórias-Derrotas na grama       | 0-0   | 0-1   | 2-1   | 5-2   | 6-2   | 0-0   | N/A    | 13-6    |
| Vitórias-Derrotas no carpete     | 0-0   | 0-0   | 3-1   | 2-2   | 6-2   | 3-0   | N/A    | 14-5    |
| Vitórias-Derrotas                | 1-1   | 6-5   | 40-14 | 35-18 | 51-18 | 28-4  | N/A    | 161-60² |
| Win %                            | 50%   | 55%   | 74%   | 66%   | 74%   | 84%   | N/A    | 72%     |
| Ranking ao final do ano          | 705   | 97    | 16    | 14    | 4     |       | N/A    | N/A     |

- ¹ A partir de 2008, o torneio de Doha substitui os torneio de San Diego e de Zurique.
- ² Se forem considerados os jogos dos torneios da ITF (Quadra dura: 5-0; Saibro: 21-4; Carpete: 16-0) (2003: 11-4; 2004: 31-0), seu recorde de Vitórias-Derrotas fica 214-68.
- LQ = perdeu na fase do qualifying.
- A = não participou do torneio.

## Premiação na carreira
| Ano      | Majors | Torneios da WTA | Torneios conquistados | Premiação ($) | Ranking em premiação |
| -------- | ------ | --------------- | --------------------- | ------------- | -------------------- |
| 2003     | 0      | 0               | 0                     | 2,630         | 732                  |
| 2004     | 0      | 0               | 0                     | 58,010        | 166                  |
| 2005     | 0      | 1               | 1                     | 472,547       | 29                   |
| 2006     | 0      | 1               | 1                     | 671,616       | 20                   |
| 2007     | 0      | 3               | 3                     | 1,960,354     | 4                    |
| 2008*    | 0      | 2               | 2                     | 2,563,675     | 2                    |
| Carreira | 0      | 7               | 7                     | 5,728,832     | 59                   |

- * - Até 20 de Setembro de 2008

- Commons